# Бородіновка
Бороді́новка (каз. Бородиновка) — колишнє село у складі Абайського району Карагандинської області Казахстану. Входило до складу Самарського сільського округу. Ліквідоване 2023 року шляхом включення до складу адміністративно-територіальної одиниці та території села Самарка Самарського сільського округу, а потім зняте з облікових даних.
Населення — 15 осіб (2021; 45 у 2009, 197 у 1999, 448 у 1989).
Національний склад станом на 1989 рік:
- чеченці — 26 %;
- росіяни — 21 %.